# Bhamo (distrikt)
Bhamo är ett distrikt i Myanmar. Det ligger i delstaten Kachin i den norra delen av landet, 500 km norr om huvudstaden Naypyidaw.

## Geografi
Bhamo består av fyra kommuner:
| Nr | Kommun | Folkmängd |
| -- | ------ | --------- |
| 1  | Bhamo  | 135 877   |
| 2  | Shwegu | 94 784    |
| 3  | Momauk | 62 914    |
| 4  | Mansi  | 52 945    |

Dessutom finns tre stycken sub-townships:
| Nr | Sub-Township                          | Folkmängd |
| -- | ------------------------------------- | --------- |
| 1  | Dotphoneyan (ingår i Momauk Township) | 11 313    |
| 2  | Lwegel (ingår i Momauk Township)      | 10 039    |
| 3  | Myohla (ingår i Shwegu Township)      | 4 093     |

## Demografi
Vid folkräkningen den 29 mars 2014 kunde inte folkräkningen slutföras i områden kontrollerade av Kachin Independence Organization. Den delen av folkmängden i delstaten Kachin som inte kunde räknas beräknades till 46 600 personer. Den räknade folkmängden i Bhamo utgjorde 346 520 personer, varav 171 077 män (49,37 %) och 175 443 kvinnor (50,63 %). 68,7 % av befolkningen levde på landsbygden och 31,3 % bodde i områden som klassificeras som stadsområden eller urbaniserade av General Administration Department.
Bhamos befolkning fördelades på 63 706 hushåll, och genomsnittsstorleken på ett hushåll var 4,9 personer.
- Läs- och skrivkunnighet bland personer 15 år och äldre: 92,3 %
  - Hos män: 94,5 %
  - Hos kvinnor: 90,3 %
- Könsfördelning: 97,5 män per 100 kvinnor.
- Åldersfördelning:
  - 0-14 år: 109 417 (31,58 %)
  - 15-64 år: 221 124 (63,81 %)
  - 65 år och äldre: 15 979 (4,61 %)

Siffror tagna från folkräkningen 2014.